# Exogone spinisetosa
Exogone spinisetosa är en ringmaskart som beskrevs av Hartmann-Schröder 1981. Exogone spinisetosa ingår i släktet Exogone och familjen Syllidae. Inga underarter finns listade i Catalogue of Life.